# Калиновка (Каменский район, Черкасская область)
Калиновка (укр. Калинівка) — посёлок в Каменском районе Черкасской области Украины.
Население по переписи 2001 года составляло 31 человек. Почтовый индекс — 20841. Телефонный код — 4732.

## Местный совет
20841, Черкасская обл., Каменский р-н, с. Вербовка, ул. Центральная, 14